# Centro de Enseñanza Técnica Industrial

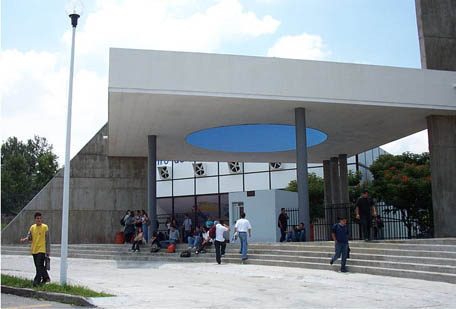
Haupteingang von Colomos

Das Centro de Enseñanza Técnica Industrial ("Bildungszentrum für Industrietechnik") ist eine öffentliche Universität für technische Studiengänge in der mexikanischen Stadt Guadalajara, Jalisco. Die Gründung erfolgte 1968.
Es hat zwei Campus im Stadtgebiet: der Campus Colomos im Fraccionamiento Providencia und der Campus Tonalá in der gleichnamigen Gemeinde.
Gegenwärtig werden elf Techniker- und fünf Ingenieursstudiengänge angeboten.